# Prosper Poswick
Pour les autres membres de la famille, voir Famille Poswick.
Le baron Prosper Poswick, né le 5 septembre 1906 à Huy et mort le 18 octobre 1992, est un diplomate belge.

## Biographie
Il est le fils de Ferdinand Poswick et de Marianne de Vaulx de Champion. Il épousa Geneviève de Dieudonné de Corbeek over Loo (connue sous le surnom de « Féfette ») dont il eut 5 enfants : Baudouin, Réginald-Ferdinand, Mariana, Christine et André.
Il choisit la carrière diplomatique et devient chef de cabinet de Paul Van Zeeland au ministère des Affaires étrangères.
Il devient ambassadeur de Belgique au Luxembourg en 1953.
En 1957, il est nommé ambassadeur près le Saint-Siège. Il est à l'origine de la rencontre en 1958 entre le futur roi Albert de Belgique et Paola Ruffo di Calabria. Le prince venait représenter son frère aux cérémonies de couronnement du nouveau pape. Afin d'avoir quelques jeunes de l'âge du prince à la réception à l'ambassade, Prosper Poswick demande à sa fille Mariana d'inviter quelques amis de bonne famille, dont Paola Ruffo di Calabria, qui ferait ainsi la connaissance du prince Albert. Poswick reste en poste au Vatican jusqu'en 1968, devenant en 1961 le doyen du corps diplomatique près le Saint-Siège.
Il termine sa carrière comme ambassadeur en Espagne de 1968 à 1972.

## Carrière
- 1953-1957 : Ambassadeur de Belgique au Luxembourg
- 1957-1968 : Ambassadeur de Belgique près le Saint-Siège
- 1968-1972 : Ambassadeur de Belgique en Espagne

## Publication
- R.-Ferdinand Poswick et Yolande Juste, Un journal du Concile Vatican II vu par un diplomate belge : notes personnelles de l'ambassadeur de Belgique près le Saint-Siège (1957-1968) et rapports au ministère des Affaires étrangères, Paris, F.-X. de Guibert, 2005

## Sources
- Archivum historiae pontificiae, Band 44, Pontificia Universitas Gregoriana, Facultas Historiae Ecclesiasticae, 2007